# 分領公国
分領公国 / 分領地（ベラルーシ語: Удзельнае княстваまたはудзел、ロシア語: Удельное княжествоまたはудел、ウクライナ語: удільне князівствоまたはУділ。「分割・分割する」という言葉が語源。）は、12世紀から16世紀のルーシにおいて、大規模な公国が細かく分割された結果として形成された政権・領域を指す言葉である。分領公国は独自の公（クニャージ）が立てられ、その支配下に置かれた。

## 概要
分領公国は、公式には分割元の公・大公の権力下にあり、外交・戦争は分割元の公国や大公国の方針に従う義務があるが、実質的には、独自の貨幣・法制度・土地の支配権を有した独立国であった。
分領公国の出現は、遺産としての土地の寄贈・譲渡による、土地の分割の結果によるものである。それぞれの分領公国が、さらにより小さな分領公国へと分割されることもあった。
一方、分領公国の終焉は中央集権国家の形成によって引き起こされた。ロシアでは、ロシア・ツァーリ国の最後の分領公国であるウグリチ公国が、1591年に、イヴァン4世の子のドミトリーの死後に廃止された。リトアニア大公国内では、18世紀末まで若干の分領公国が存続していた。